# Khristos Banikas
Khristódulos (Khristos) Banikas (en grec:Χριστόδουλος (Χρήστος) Μπανίκας), (nascut el 20 de maig de 1978), és un jugador d'escacs grec, resident a Salònica, que té el títol de Gran Mestre des de 2001.
A la llista d'Elo de la FIDE del gener de 2022, hi tenia un Elo de 2588 punts, cosa que en feia el jugador número 3 (en actiu) de Grècia, i el 260è millor jugador al rànquing mundial. El seu màxim Elo va ser de 2645 punts, a la llista de desembre de 2014 (posició 125 al rànquing mundial).
|  |

## Resultats destacats en competició
Banikas va guanyar el Campionat de Grècia Sub-12 el 1990, el Campionat de Grècia Sub-16 el 1993, i el Campionat de Grècia Sub-20 el 1996. Ha estat vuit cops Campionat de Grècia absolut, des de 2000 a 2005 i des de 2008 a 2009.
El 2001 va perdre un matx contra la computadora d'escacs Deep Junior. El 2002, va guanyar el Campionat d'Europa d'escacs ràpids.
El 2007 va empatar als llocs 2n-7è amb Kiril Gueorguiev, Dimítrios Mastrovasilis, Vadim Malakhatko, Mircea Pârligras i Dmitri Svetuşkin al Torneig Internacional Acropolis (el campió fou Ilià Smirin). El 2009 empatà als llocs 1r-4t (i fou segon per desempat, rere Borki Predojević), a la 24a edició del Torneig Acropolis.

## Estil de joc
En Banikas és conegut per la seva tendència a entrar en complicacions tàctiques. Amb negres juga habitualment la defensa siciliana contra 1.e4, mentre que amb blanques prefereix 1.d4, però juga ocasionalment 1. Cf3 o 1.c4.